# Andrew Rabutla
Andrew Rabutla (ur. 21 listopada 1971 w Tzaneen) – południowoafrykański piłkarz grający na pozycji obrońcy. W reprezentacji Republiki Południowej Afryki rozegrał 19 meczów i strzelił 1 gola.

## Kariera klubowa
Karierę piłkarską Rabutla rozpoczął w klubie D'Alberton Callies. W 1991 roku zadebiutował w jego barwach w drugiej lidze południowoafrykańskiej. Grał w nim do końca 1994 roku, a na początku 1995 roku przeszedł do Rabali Blackpool, występującego w pierwszej lidze RPA. W 1996 roku odszedł do Jomo Cosmos z Johannesburga. Grał w nim przez sezon, a latem 1997 został zawodnikiem greckiego PAOK-u Saloniki, w którym spędził cały sezon 1997-1998. W 1998 roku wrócił do Jomo Cosmos, którego graczem był do 2006 roku, czyli do końca swojej kariery. Wraz z Jomo Cosmos zwyciężył dwukrotnie w Coca Cola Cup (2002, 2005).
| Sezon   | Klub               | Kraj              | Rozgrywki             | Mecze | Bramki |
| ------- | ------------------ | ----------------- | --------------------- | ----- | ------ |
| 1991    | D'Alberton Callies | Południowa Afryka | II. liga              | ?     | ?      |
| 1992    | D'Alberton Callies | Południowa Afryka | II. liga              | ?     | ?      |
| 1993    | D'Alberton Callies | Południowa Afryka | II. liga              | ?     | ?      |
| 1994    | D'Alberton Callies | Południowa Afryka | II. liga              | ?     | ?      |
| 1995    | Rabali Blackpool   | Południowa Afryka | I. liga               | 36    | 0      |
| 1996/97 | Jomo Cosmos        | Południowa Afryka | Premier Soccer League | 38    | 2      |
| 1997/98 | PAOK FC            | Grecja            | Alpha Ethniki         | ?     | ?      |
| 1998/99 | Jomo Cosmos        | Południowa Afryka | Premier Soccer League | 24    | 0      |
| 1999/00 | Jomo Cosmos        | Południowa Afryka | Premier Soccer League | 31    | 2      |
| 2000/01 | Jomo Cosmos        | Południowa Afryka | Premier Soccer League | 36    | 1      |
| 2001/02 | Jomo Cosmos        | Południowa Afryka | Premier Soccer League | 33    | 0      |
| 2002/03 | Jomo Cosmos        | Południowa Afryka | Premier Soccer League | ?     | ?      |
| 2003/04 | Jomo Cosmos        | Południowa Afryka | Premier Soccer League | ?     | ?      |
| 2004/05 | Jomo Cosmos        | Południowa Afryka | Premier Soccer League | ?     | ?      |
| 2005/06 | Jomo Cosmos        | Południowa Afryka | Premier Soccer League | ?     | ?      |

## Kariera reprezentacyjna
W reprezentacji Republiki Południowej Afryki Rabutla zadebiutował w 1997 roku. W 1998 roku wywalczył wicemistrzostwo Afryki podczas Pucharu Narodów Afryki 1998. Na tym turnieju zagrał 5 meczach: z Angolą (0:0), z Wybrzeżem Kości Słoniowej (1:1), z Namibią (4:1), ćwierćfinale z Marokiem (2:1 i czerwona kartka) i finale z Egiptem (0:2). Od 1997 do 2001 roku rozegrał w kadrze narodowej 19 meczów i strzelił 1 gola.